# Austrolecanium
Austrolecanium är ett släkte av insekter. Austrolecanium ingår i familjen skålsköldlöss.
Kladogram enligt Catalogue of Life:
| Austrolecanium | \| \| Austrolecanium cappari \| \| \| \| \| \| Austrolecanium sassafras \| \| \| \| |
|                | \| \| Austrolecanium cappari \| \| \| \| \| \| Austrolecanium sassafras \| \| \| \| |
|                | Austrolecanium cappari                                                              |
|                |                                                                                     |
|                | Austrolecanium sassafras                                                            |
|                |                                                                                     |